# Konica Minolta AF DT 18-70mm f/3.5-5.6
Konica Minolta AF DT 18-70mm f/3.5-5.6 — автофокусный зум-объектив совместимый с камерами системы Minolta AF. Был выпущен в 2005 году фирмой Konica Minolta, теперь производится Sony.
Аббревиатура DT означает, что объектив разработан специально для цифрозеркальных камер с форматом сенсора APS-C.
Самый дешёвый объектив системы Minolta AF, обычно продаётся в составе нового аппарата как Кит-объектив. Изначально поставлялся с фотоаппаратами Konica Minolta Dynax 5D и Konica Minolta Dynax 7D, затем с Sony Alpha DSLR-A100. Обладает соответствующим невысоким качеством, но вполне достаточным для начинающих любителей владельцев цифрозеркальных камер.